# 组织蛋白酶S
组织蛋白酶S（英文：Cathepsin S）是人类体内由CTSS基因编码的蛋白质。该基因存在利用多腺苷酸化信号的转录变体。
组织蛋白酶S是木瓜样蛋白酶肽酶C1家族的成员。它是一种溶酶体半胱氨酸蛋白酶，可参与将抗原蛋白降解为肽以呈递给MHC II类分子。组织蛋白酶S可以在肺泡巨噬细胞的广泛的pH值范围内作为弹性蛋白酶发挥作用。

## 作用
虽然人们早已知道组织蛋白酶S在抗原呈递中的作用，但现在更加深入地了解到组织蛋白酶S在瘙痒和疼痛或伤害感受中起地作用。 伤害性活性是由组织蛋白酶S通过激活G蛋白偶联受体家族的蛋白酶激活受体2和4作为信号分子而产生的。
组织蛋白酶S由抗原呈递细胞表达，包括巨噬细胞、B细胞、树突状细胞和小胶质细胞。组织蛋白酶S也由一些上皮细胞表达。在用γ-干扰素刺激后，它在人角质形成细胞中的表达有着显着的增加，并且由于促炎性细胞因子的刺激，它在银屑病角质形成细胞中的表达也会升高。相反，皮质胸腺上皮细胞不表达组织蛋白酶S。
虽然许多溶酶体蛋白酶最适合的pH值是酸性的，但组织蛋白酶S是一个例外。组织蛋白酶S在中性pH值下保持催化活性，而pH值5.0到7.5之间是组织蛋白酶S的最佳pH值范围。由于稳定性问题，许多溶酶体蛋白酶被困在溶酶体内。相反，组织蛋白酶S可以保持稳定并在溶酶体外具有生理作用。包括巨噬细胞和小胶质细胞在内的免疫细胞会分泌组织蛋白酶S以响应炎症介质，包括脂多糖、促炎性细胞因子和中性粒细胞。在体外，组织蛋白酶S在3M尿素存在下可以保留一些酶活性。组织蛋白酶S作为酶原产生并通过加工被激活。
组织蛋白酶S的活性受到其内源性抑制剂——胱抑素C的严格调节，胱抑素C在抗原呈递中也有作用。与胱抑素C相比，胱抑素A和胱抑素B的活性较低。
组织蛋白酶S的活性切割位点 -(-Val-Val-Arg-)- 应该有至少两个氨基酸从每一侧包围它。

## 在抗原呈现中的作用
组织蛋白酶S在抗原呈现中起关键作用。MHC II类分子与小肽片段相互作用，以在抗原呈现免疫细胞表面呈递。组织蛋白酶S参与阻止抗原加载到复合物中的恒定链（li chain）的降解。这种降解发生在溶酶体中。按时间顺序，组织蛋白酶S的作用遵循着天冬氨酸蛋白酶进行的两次切割。组织蛋白酶S切割Ii的残余片段（IiP1）并留下一小部分碎片，称为CLIP。它与复合物有直接的联系。
Ii的蛋白水解很重要，因为它有助于CLIP从MHC II上解离，以便复合物得以加载选定的抗原。加载抗原后，MHC II分子移动到细胞表面。因此，我们可以推测组织蛋白酶S的过度表达可能会导致Ii的过早降解、MHC II的临时加载和自身的免疫攻击。相反，组织蛋白酶S的抑制将导致Ii的降解、将抗原加载到MHC II中的延迟以及在细胞表面上MHC II中未切割li的片段的不适当存在，并且它会削弱免疫反应。例如，这种MHC II不会非常有效地诱导T细胞的增殖。
在巨噬细胞中，组织蛋白酶S可以被组织蛋白酶F取代。

## 在细胞外基质降解中的作用
分泌出来的组织蛋白酶S会切割一些细胞外基质（ECM）蛋白。组织蛋白酶S被认为是已知最有效的弹性蛋白酶。组织蛋白酶S底物列表包括层粘连蛋白、纤连蛋白、弹性蛋白、骨钙蛋白和一些胶原蛋白。它还切割基底膜的硫酸软骨素、硫酸乙酰肝素和蛋白聚糖。组织蛋白酶S由于其弹性溶解和胶原溶解活性而在血管通透性和血管新生中发挥积极作用。例如，组织蛋白酶S对层粘连蛋白5的切割会导致促血管生成肽。组织蛋白酶S的表达可由肿瘤细胞分泌的促炎因子触发。
在癌变中，组织蛋白酶S会促进肿瘤生长。

## 在细胞因子调节中的作用
组织蛋白酶S的表达和活性也在银屑病患者的皮肤中被上调。它是否在引起银屑病具有明确的作用尚不清楚，但在同一项研究中，它被证明可以特别切割和激活银屑病相关的促炎细胞因子IL-36γ

## 伤害感受
组织蛋白酶S在伤害感受中起作用，包括瘙痒和胃肠道疼痛。组织蛋白酶S导致瘙痒和疼痛的机制与蛋白酶激活受体2和4的能力一致。

## 组织蛋白酶S抑制剂
组织蛋白酶S的合成抑制剂参与了许多针对包括类风湿性关节炎在内的免疫疾病的临床前研究。目前，他们中至少有一个参与了银屑病的临床试验。LHVS（吗啉脲-亮氨酸-高苯丙氨酸-乙烯基砜-苯基）是研究最广泛的组织蛋白酶S的合成抑制剂。LHVS的半抑制浓度约为5nM。 LHVS对组织蛋白酶S的抑制作用已被证明。它在创伤性脑损伤后具有神经保护作用。商业抑制剂清单还包括紫斑肽（乙酰-Leu-Val-CHO）和其他抑制剂。

## 临床意义
组织蛋白酶S已被证明是IV型星形细胞瘤（胶质母细胞瘤）患者的重要预后因素，其抑制作用显示患者平均存活时间延长了5个月。这是因为半胱氨酸酶不能再与其他蛋白酶一起作用来分解脑细胞外基质。这样肿瘤的扩散就停止了。科学家们宣布，这种酶可能可以预测死亡，因为它已被证明与心脏病和癌症有关。

## 拓展阅读
- Shi GP, Munger JS, Meara JP, Rich DH, Chapman HA. . The Journal of Biological Chemistry. April 1992, 267 (11): 7258–7262. PMID 1373132. doi:10.1016/S0021-9258(18)42513-6 .
- Wang J, Tsirka SE. . Neurocritical Care. 2005, 3 (1): 77–85. PMID 16159103. S2CID 26759184. doi:10.1385/NCC:3:1:077.
- Wiederanders B, Brömme D, Kirschke H, von Figura K, Schmidt B, Peters C. . The Journal of Biological Chemistry. July 1992, 267 (19): 13708–13713. PMID 1377692. doi:10.1016/S0021-9258(18)42271-5 .
- Ritonja A, Colić A, Dolenc I, Ogrinc T, Podobnik M, Turk V. . FEBS Letters. June 1991, 283 (2): 329–331. PMID 2044774. doi:10.1016/0014-5793(91)80620-I .
- Munger JS, Haass C, Lemere CA, Shi GP, Wong WS, Teplow DB,  et al. . The Biochemical Journal. October 1995,. 311 ( Pt 1) (1): 299–305. PMC 1136152 . PMID 7575468. doi:10.1042/bj3110299.
- Lemere CA, Munger JS, Shi GP, Natkin L, Haass C, Chapman HA, Selkoe DJ. . The American Journal of Pathology. April 1995, 146 (4): 848–860. PMC 1869262 . PMID 7717452.
- Hall A, Håkansson K, Mason RW, Grubb A, Abrahamson M. . The Journal of Biological Chemistry. March 1995, 270 (10): 5115–5121. PMID 7890620. doi:10.1074/jbc.270.10.5115 .
- Balbín M, Hall A, Grubb A, Mason RW, López-Otín C, Abrahamson M. . The Journal of Biological Chemistry. September 1994, 269 (37): 23156–23162. PMID 8083219. doi:10.1016/S0021-9258(17)31633-2 .
- Shi GP, Webb AC, Foster KE, Knoll JH, Lemere CA, Munger JS, Chapman HA. . The Journal of Biological Chemistry. April 1994, 269 (15): 11530–11536. PMID 8157683. doi:10.1016/S0021-9258(19)78156-3 .
- Turk B, Stoka V, Turk V, Johansson G, Cazzulo JJ, Björk I. . FEBS Letters. August 1996, 391 (1–2): 109–112. PMID 8706894. S2CID 23154906. doi:10.1016/0014-5793(96)00611-4.
- Baumgrass R, Williamson MK, Price PA. . Journal of Bone and Mineral Research. March 1997, 12 (3): 447–455. PMID 9076588. doi:10.1359/jbmr.1997.12.3.447 .
- Würl P, Taubert H, Meye A, Dansranjavin T, Weber E, Günther D,  et al. . Virchows Archiv. March 1997, 430 (3): 221–225. PMID 9099979. S2CID 31337782. doi:10.1007/BF01324805.
- Gelb BD, Shi GP, Heller M, Weremowicz S, Morton C, Desnick RJ, Chapman HA. . Genomics. April 1997, 41 (2): 258–262. PMID 9143502. doi:10.1006/geno.1997.4631.
- Baldassare JJ, Henderson PA, Tarver A, Fisher GJ. . The Biochemical Journal. May 1997,. 324 ( Pt 1) (1): 283–287. PMC 1218428 . PMID 9164868. doi:10.1042/bj3240283.
- Nissler K, Kreusch S, Rommerskirch W, Strubel W, Weber E, Wiederanders B. . Biological Chemistry. February 1998, 379 (2): 219–224. PMID 9524075. S2CID 22678390. doi:10.1515/bchm.1998.379.2.219.
- Claus V, Jahraus A, Tjelle T, Berg T, Kirschke H, Faulstich H, Griffiths G. . The Journal of Biological Chemistry. April 1998, 273 (16): 9842–9851. PMID 9545324. doi:10.1074/jbc.273.16.9842 .
- Schick C, Pemberton PA, Shi GP, Kamachi Y, Cataltepe S, Bartuski AJ,  et al. . Biochemistry. April 1998, 37 (15): 5258–5266. PMID 9548757. doi:10.1021/bi972521d.
- Fengler A, Brandt W. . Protein Engineering. November 1998, 11 (11): 1007–1013. PMID 9876921. doi:10.1093/protein/11.11.1007 .
- Söderström M, Salminen H, Glumoff V, Kirschke H, Aro H, Vuorio E. . Biochimica et Biophysica Acta (BBA) - Gene Structure and Expression. July 1999, 1446 (1–2): 35–46. PMID 10395917. doi:10.1016/S0167-4781(99)00068-8.
- Cao H, Hegele RA. . Journal of Human Genetics. 2000, 45 (2): 94–95. PMID 10721671. doi:10.1007/s100380050019 .
- Luke C, Schick C, Tsu C, Whisstock JC, Irving JA, Brömme D,  et al. . Biochemistry. June 2000, 39 (24): 7081–7091. PMID 10852705. doi:10.1021/bi000050g.